# Mário Barreiros

Mário de Jesus Barreiros Pinto, mais conhecido por Mário Barreiros (Porto, 1961), é um músico português, baterista, guitarrista, professor e produtor musical. Mário Barreiros participou no grupo musical Mini Pop e Jafumega antes de se dedicar definivamente ao jazz e mais recentemente à produção musical. Foi um dos fundadores da Escola de Jazz do Porto.  

## Biografia
Mário Barreiros provém de uma família com vários músicos, irmão de Eugénio Barreiros (Voz) e Pedro Barreiros (contrabaixista), e cedo estudou bateria e guitarra como autodidacta.  
Apenas aos oito anos de idade integrou o grupo Mini Pop, formado pelo seu pai com um amigo e os dois irmãos, o qual gravou vários discos e chegou a ter algum sucesso na década de 1970. Os Mini Pop foram uma das revelações do Festival de Vilar de Mouros de 1971.   
Frequentou entretanto o Conservatório de Música do Porto onde conhece músicos como António Pinho Vargas e José Nogueira os quais participavam nas jam sessions da Cooperativa Árvore. Nestas sessões aparecia grande número de músicos do Porto, que vai conhecendo, ao mesmo tempo que descobre o jazz, nutrindo desde logo uma grande admiração por Tony Williams. 
Como consequência do fim dos Mini Pop, e da descoberta do jazz bem como dos conhecimentos de músicos do Porto, Mário Barreiros organiza os Jafumega, com Álvaro Marques, baterista dos Psico, o saxofonista José Nogueira, o pianista António Pinho Vargas, que tocavam nos Abralas [grupo de jazz-rock instrumental], para além do seu irmão Eugénio Barreiros (Voz) e Luís Portugal (Voz). Foi uma simbiose entre grupos que deu origem aos Jafumega.  
Entretanto, como baterista de jazz, Mário Barreiros tinha aprecido pela primeira vez ao vivo em 1978 no Hot Clube de Portugal. Em 1979, o Quarteto de António Pinho Vargas era formado por António Pinho Vargas ao piano, José Nogueira (saxofone) e os irmãos Mário Barreiros e Pedro Barreiros, respectivamente na bateria e contrabaixo.
O disco de estreia dos Jafumega foi editado em 1980 mas o grupo só obteve sucesso público com o tema "Ribeira". Em 1982, os Jafumega lançaram o álbum homónimo e tocaram em Vilar de Mouros. Em 1983 editaram o álbum "Recados" mas que não é tão bem recebido e o grupo faz uma paragem.
Em 1981-82 surgiu integrado no Quarteto de Rão Kyao (Saxofone), juntamente com António Pinho Vargas (Piano) e José Eduardo (Contrabaixo). 
Em 1985, Mário Barreiros e a sua família foram alguns dos dinamizadores da abertura da Escola de Jazz do Porto, juntamente com Pedro Abrunhosa.
Em 1994 fundou o Sexteto de Mário Barreiros e foi guitarrista de "Rui Veloso e os Optimistas", aquando da apresentação ao vivo do álbum "Mingos & Os Samurais". 
Voltando ao protagonismo quando assumiu a direcção musical do grupo de Pedro Abrunhosa, para quem produziu os seus dois primeiros álbuns. Foi guitarrista de  "Pedro Abrunhosa & Bandemónio". Posteriormente produziu discos de Clã, Ornatos Violeta e Silence 4, entre outros. Produziu também o disco "Tejo Beat" com Mário Caldato.
Depois de um interregno entre 1999 e 2002, Mário Barreiros voltou à actividade musical, como músico de jazz, e volta a apresentar-se em palco, reactivando o seu sexteto. 
Com a abertura dos MB-Estúdios, em Canelas (Vila Nova de Gaia), Vila Nova de Gaia, começou a produzir alguns dos trabalhos gravados nesse estúdio. Produziu discos de Jorge Palma, Blind Zero, Da Weasel, entre outros. 
Em 2009 apresenta no ciclo Jazz no Parque 2009, em Serralves, o "Projecto Kind Steps - O Legado de 1959", que no quinquagésimo aniversário pretende prestar tributo àquele ano, um dos mais produtivos e inovadores no jazz, com discos de referência como "Kind of Blue" de Miles Davis, "Giant Steps" John Coltrane, "Mingus Ah Um", de Charles Mingus, "Cannonbal Takes Charge", de Cannonball Adderley, "The Shape of Jazz to Come", de Ornette Coleman, e "Anatomy of a Murder", de Duke Ellington. Para este projecto formou um ensemble que integrou o arranjador Abe Rábade e juntou três sopros, para recriar a música de alguns daqueles discos considerados fundamentais na história do jazz, com a formação Jesús Santandreu (saxofone-tenor), Abe Rábade (piano), Avishai Cohen (trompete), Ben Van Gelder (saxofone alto) e Carlos Barreto (contrabaixo) e Mário Barreiros (bateria). 
Mais recentemente após novo período de pausa, em que a sua actividade se estende às gravações, produção musical e actividade como guitarrista noutros grupos, a paixão pelo jazz vence de novo e o Sexteto de Mário Barreiros torna a aparecer publicamente com mais regularidade, agora com um repertório que inclui temas originais, da sua autoria, e temas de Pedro Guedes e Mário Santos. É lançado um disco.  Recentemente Mário Barreiros integra com Perico Sambeat e Bernardo Sassetti o Quarteto de Carlos Barretto. 
Fez parte do Quinteto de Maria João, Quarteto de António Pinho Vargas, Sexteto de Jazz de Lisboa, Quarteto de Mário Laginha, Cool Jazz Orchestra (de Pedro Abrunhosa) e tocou entre outros, com Andy Sheppard, David Liebman, Frank Lacy, John Stubblefield, David Schnitter, Al Grey, Perico Sambeat e Wayne Shorter. 
Mário Barreiros estudou com os bateristas Billy Hart, Paul Motian, Joe Hunt e Kenny Washington. 